# Margo Stilley
Margo Stilley (Bear Creek, Carolina del Norte; 20 de noviembre de 1982) es una actriz y modelo estadounidense. Con su papel en el filme británico 9 Songs obtuvo fama internacional.

## Biografía
Nació en Creek, Carolina del Norte y creció en Myrtle Beach, Carolina del Sur. Siendo adolescente se trasladó a Milán para iniciar la carrera de modelo. A los 18 se trasladaría a Londres.
Educada en la fe bautista, se convirtió oficialmente al judaísmo en 2015 "debido a su fuerte sentimiento de la familia y de la historia, y a su creencia de que los humanos fueron formados a imagen de Dios, y son inherentemente divinos". Publicó por primera vez en "News Review", una sección del The Sunday Times un artículo titulado "Es un tiempo raro para ser judío", defendiendo su elección de explorar la fe judía.

## Carrera
Encarnó a Lisa en la controvertida película británica 9 Songs (2004) dirigida por Michael Winterbottom. Según el diario The Guardian, 9 songs fue la película comercial con más sexo explícito hasta la fecha, sobre todo porque incluye escenas de sexo real entre los dos actores principales. Stilley pidió al director Michael Winterbottom que se refiriera a ella solo por el nombre de su personaje durante las entrevistas de promoción de la película al principio del proyecto, para preservar así la integridad artística de la película en lugar de que fuera utilizado como noticia personal sobre la actriz.
Desde entonces, Stilley ha actuado en más de una docena de películas, incluyendo How to Lose Friends and Alienate People y Hippie Hippie Shake, y ha trabajado en otra ocasión con Michael Wintertbottom en una comedia de la BBC2, The Trip, con Steve Coogan y Rob Brydon.
Ha estrenado en España 14 días con Víctor, que se proyectó por primera vez en el Festival de Cine de Sitges, participando en la Sección Oficial a Competición. 
Recientemente acordó interpretar a Lady Thelma Furness en la película de Madonna W.E., aunque acabó dejando el papel debido a diferencias artísticas.

## Filmografía
- 2010: 14 días con Víctor
- 2010: Hippie Hippie Shake
- 2010: Turnabout
- 2009: Goal! III
- 2008: Reverb
- 2007: Frost Flowers
- 2006: Bob's Not Gay
- 2005: How to Lose Friends and Alienate People
- 2005: Nathan Barley serie TV
- 2004: 9 Songs
- 2003: Cocacola dream

## Enlaces
- http://www.margo-stilley.com